# Semiothisa multistrigata
Semiothisa multistrigata là một loài bướm đêm trong họ Geometridae.